# Georges Borchard

a Compétitions nationales et continentales officielles uniquement.

b Matchs officiels uniquement.
Georges Borchard (né le 25 décembre 1885 à Bordeaux et mort le 23 février 1962) est un joueur français de rugby à XV, l'un de ceux qui ont découvert le Tournoi des Cinq Nations.

## Biographie
Georges Borchard joue aux postes de troisième ligne aile, deuxième ligne et talonneur (1,80 m pour 79 kg) au Racing club de France et au SCUF. Il est également sélectionné à cinq reprises en équipe de France.

## Carrière

### Clubs successifs
- RC France
- SCUF

### En équipe nationale
Il dispute quatre tests matches en 1908 et 1909 et un match du Tournoi des Cinq Nations en 1911 (contre l'Irlande).